# Погронська Полгора
Погронська́ Полгора (словац. Pohronská Polhora) — село в окрузі Брезно Банськобистрицького краю Словаччини. Станом на грудень 2015 року в селі проживало 1753 мешканців.

## Населення
| Рік:            | 1994. | 2004.   | 2014.   | 2024.   |
| --------------- | ----- | ------- | ------- | ------- |
| Кількість осіб: | 1592  | 1707    | 1768    | 1678    |
| Різниця:        |       | +7,22 % | +3,57 % | -5,09 % |

| Рік:            | 2023. | 2024.   |
| --------------- | ----- | ------- |
| Кількість осіб: | 1689  | 1678    |
| Різниця:        |       | -0,65 % |